# Kuolajärvi
Kuolajärvi är en sjö i Finland. Den ligger i kommunen Kittilä i landskapet Lappland, i den norra delen av landet, 800 km norr om huvudstaden Helsingfors. Kuolajärvi ligger 198,4 meter över havet.Den är 10,71 meter djup. Arean är 1,23 kvadratkilometer och strandlinjen är 6,19 kilometer lång. Sjön  ingår i Kemi älvs huvudavrinningsområde. 